# Ејмс (Њујорк)
Ејмс (енгл. Ames) град је у америчкој савезној држави Њујорк.

## Демографија
По попису из 2010. године број становника је 145, што је 28 (-16,2%) становника мање него 2000. године.
| Група             | 2000.       | 2010.       |
| Белци             | 172 (99,4%) | 142 (97,9%) |
| Афроамериканци    | 0 (0,0%)    | 0 (0,0%)    |
| Азијати           | 0 (0,0%)    | 0 (0,0%)    |
| Хиспаноамериканци | 0 (0,0%)    | 2 (1,4%)    |
| Укупно            | 173         | 145         |